# Дидерихс, Николаас Йоханнес
Николаас Йоханнес Дидерихс (африк. Nicolaas Johannes Diederichs; 17 ноября 1903 — 21 августа 1978) — государственный президент ЮАР.

## Биография
Родился в 1903 году в Ледибранде в семье фермеров, Колония Оранжевой реки. Учился в Лейденском университете (Нидерланды), получил докторскую степень по экономике, затем в университетах Мюнхена, Берлина, Кёльна, получил степень доктора литературы и философии. В 1930—1940-х годах был заметной фигурой в африканерских националистических кругах, основал организацию «африк. Reddingsdaadbond».
Вернувшись в ЮАС, возглавил кафедру политической философии в Университетском колледже Оранжевой провинции в Блумфонтейне (1933—1940). С 1948 по 1975 год избирался в парламент ЮАР от Национальной партии. С 1958 по 1967 годы был министром экономики, с 1961 по 1964 год — министром горнодобывающей промышленности, с 1967 по 1975 — министром финансов.
В 1975 году Николас Йоханнес Дидерихс был избран президентом ЮАР, однако не пробыл на нём весь семилетний срок, скончавшись в 1978 году от инфаркта.
Был известен как сторонник жёсткой линии апартеида, слыл почитателем Третьего рейха.